# Utetes barbieri
Utetes barbieri är en stekelart som först beskrevs av Fischer 1962.  Utetes barbieri ingår i släktet Utetes och familjen bracksteklar. Inga underarter finns listade i Catalogue of Life.